# Бій біля мису Колі
Бій біля мису Колі 3 — 12 листопада 1942 року — бойове зіткнення між підрозділами морської піхоти і армії США з однієї сторони і армією Імператорської Японії з іншої в районі мису Колі на Гуадалканалі в період Гуадалканальської кампанії під час Другої світової війни. Військами США командував Александер Вандегріфт, військами Японії — Харукіті Хякутаке.
У цьому бою морські піхотинці із 7-го полку морської піхоти і солдати 164-го піхотного полку під тактичним командуванням Вільяма Рупертуса і Едмунда Б. Себрі атакували скупчення японських солдатів, в основному з 230-го піхотного полку під командуванням Тосінарі Сьодзі. Солдати Сьодзі здійснювали перехід в район мису Колі після поразки японців в битві за Гендерсон-Філд наприкінці жовтня 1942 року.
У цій битві американські війська зробили спробу оточити і знищити війська Сьодзі. Незважаючи на те, що підрозділ Сьодзі зазнав значних втрат, він і більша частина його солдатів змогли вийти з оточення і відійти вглиб Гуадалканалу. Поки солдати Сьодзі намагалися дістатися до японських позицій в іншій частині острову, їх уздовж усього шляху атакував загін рейдерів морської піхоти чисельністю в батальйон.

## Передумови

### Гуадалканальська кампанія
7 серпня 1942 року збройні сили Союзників (в більшості США) здійснили висадку на Гуадалканалі, Тулагі та Флоридських островах в архіпелазі Соломонових островів. Метою десанту було не дати можливості використовувати острови для будівництва японських баз, які могли загрожувати транспортним потокам між США та Австралією, а також створення плацдарму для кампанії з ізоляції головної японської бази в Рабаулі та підтримка суходільних сил Союзників у Новогвінейській кампанії. Гуадалканальська кампанія тривала шість місяців.
Неочікувано для японських військ на світанку 8 серпня їх атакували війська Союзників під командуванням генерал-лейтенанта Александера Вандегріфта, головним чином американська морська піхота, що висадилася на Тулагі та найближчих островах, а також біля японського аеродрому поблизу мису Лунга-Пойнт на Гуадалканалі (пізніше добудованого і названого Гендерсон-філд). Авіація Союзників, що базувалася на Гуадалканалі, отримала назву «ВПС Кактуса» (CAF) за кодовою назвою Союзників Гуадалканалу. Для захисту аеродрому морські піхотинці США створили оборонний периметр навколо мису Лунга.
У відповідь Генеральний штаб Збройних сил Японії відправив підрозділ японської 17-ї армії, корпус, що базувався в Рабаулі, під командуванням генерал-лейтенанта Харукіті Хякутаке, з наказом повернути контроль над Гуадалканалом. Підрозділи японської 17-ї армії почали прибувати на Гуадалканал 19 серпня.

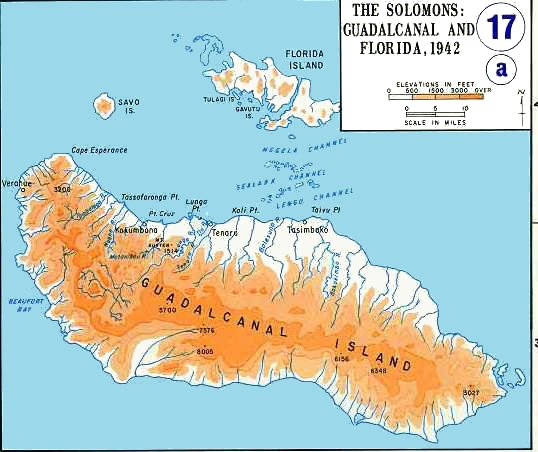
Карта Гуадалканалу та найближчих островів. Матанікау/мис Крус та мис Лунга розташовані в північно-західній частині острову (зверху зліва)

Через небезпеку зі сторони авіації CAF, яка базувалася на Гендерсон-філд, японці не могли використовувати великі повільні транспортні судна для доставки солдатів та озброєння на острів. Замість цього вони використовували головним чином легкі крейсери і ескадренні міноносці 8-го японського флоту під командуванням Гун'їті Мікави, які зазвичай встигали виконати рейс через протоку Слот до Гуадалканалу і назад за одну ніч, таким чином мінімізуючи загрози повітряних атак. Проте таким способом було можливо доставити лише солдат без важкого озброєння і припасів, у тому числі без важкої артилерії, автомобілів, достатніх запасів їжі, а тільки те, що солдати могли перенести на собі. Крім того, есмінці були необхідні для охорони звичайних конвоїв. Ця швидкісна доставка військовими кораблями мала місце протягом всієї кампанії на Гуадалканалі і отримала назву «Токійський експрес» у Союзників і «Щуряче транспортування» у японців.
Перша спроба японців відбити Гендерсон-філд силами підрозділу чисельністю 917 осіб закінчилася невдачею 21 серпня в бою біля річки Тенару. Наступна спроба була здійснена 12-14 вересня силами 6 000 солдатів під командуванням генерал-майора Кіетаке Кавагуті, вона закінчилася поразкою в битві за хребет Едсона. Після поразки на хребті Едсона Кавагуті і його солдати відійшли на захід до річки Матанікау на Гуадалканалі.
У той час, коли японські війська перегруповувались, американці зосередилися на укріпленні позицій по периметру Лунга. 18 вересня американський морський конвой доставив 4 157 солдатів 3-ї Тимчасової бригади морської піхоти (7-й полк морської піхоти США) на Гуадалканал. Ці підкріплення дозволили Вандегріфту, починаючи з 19 вересня, організувати безперервну лінію оборони по периметру Лунга.
Генерал Вандегріфт та його штаб були впевнені, що солдати Кавагуті відступили на захід від річки Матанікау та численні групи солдатів, що відстали, знаходяться на території між периметром Лунга та річкою Матанікау. Тому Вандегріфт вирішив здійснити ряд операцій невеликими підрозділами в районі річки Матанікау.

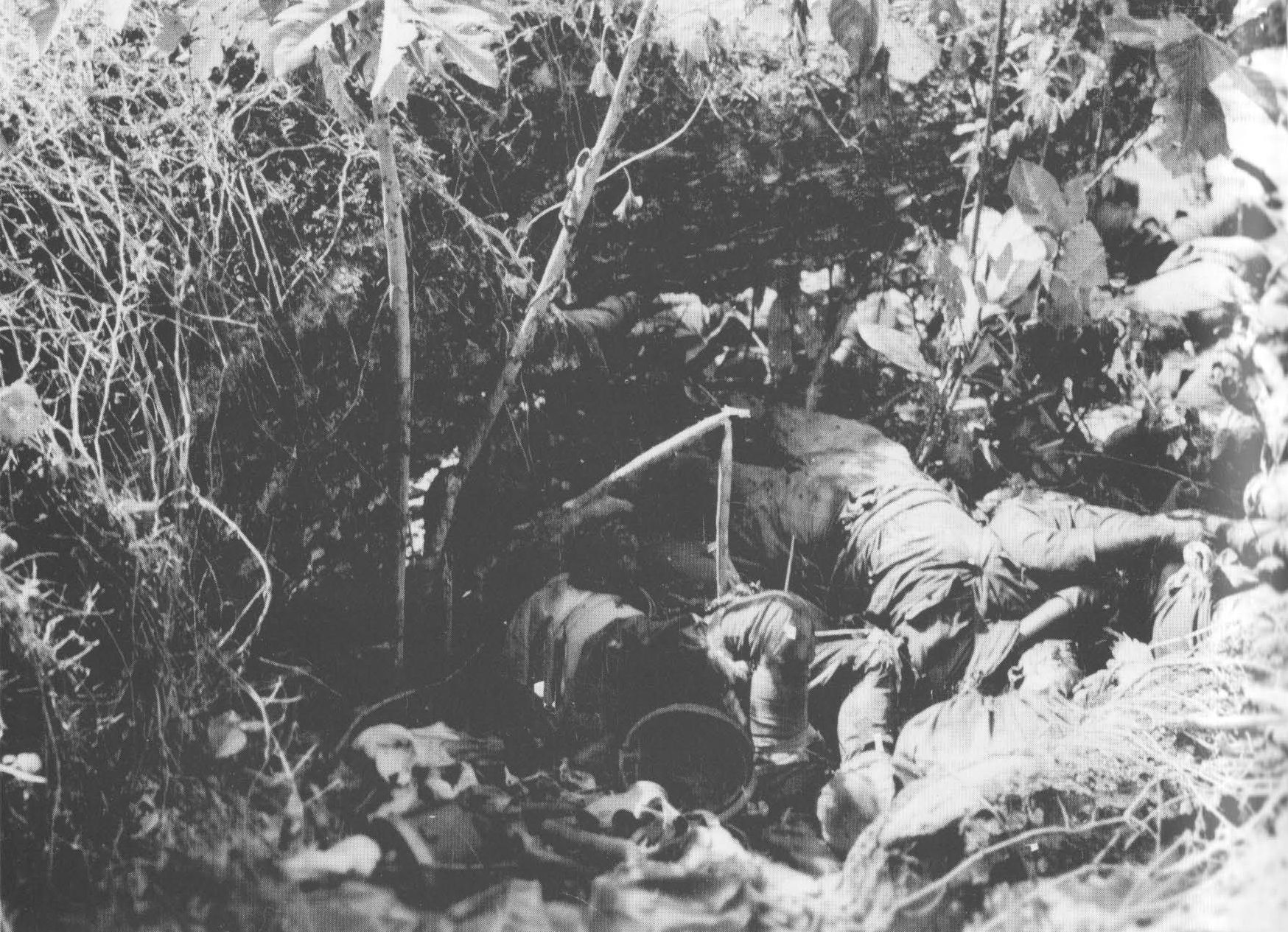
Мертві солдати японського 2-го батальйону 4-го піхотного полку лежать в ущелині. Вбиті мінометною та стрілецькою зброєю морської піхоти США, 9 жовтня 1942 року

Перша операція американської морської піхоти проти японських військ західніше Матанікау, що проходила 23-27 вересня 1942 року силами трьох батальйонів, була відбита солдатами Кавагуті під командуванням полковника Акіносуке Оки. Під час другої операції значні сили морської піхоти перетнули річку Матанікау, атакували японські війська з 2-ї (Сендай) піхотної дивізії під командуванням генералів Масао Маруями та Юміо Насу, та нанесли значних втрат японському 4-му піхотному полку. У результаті другої операції японці залишили свої позиції на східному березі Матанікау та відступили.
Тим часом генерал-майор Міллард Гармон, який командував американською армією в Південній частині Тихого океану, переконав віце-адмірала Роберта Л. Ґормлі, який командував силами Союзників в Південній частині Тихого океану, що американська морська піхота на Гуадалканалі негайно потребує підкріплення для оборони острову від наступного японського наступу. У результаті 13 жовтня морський конвой доставив 2 837 солдатів з 164-го піхотного полку, підрозділу Північна Дакота Національної гвардії США, що входила до 23-ї піхотної дивізії армії США, на Гуадалканал.

### Битва за Гендерсон-філд

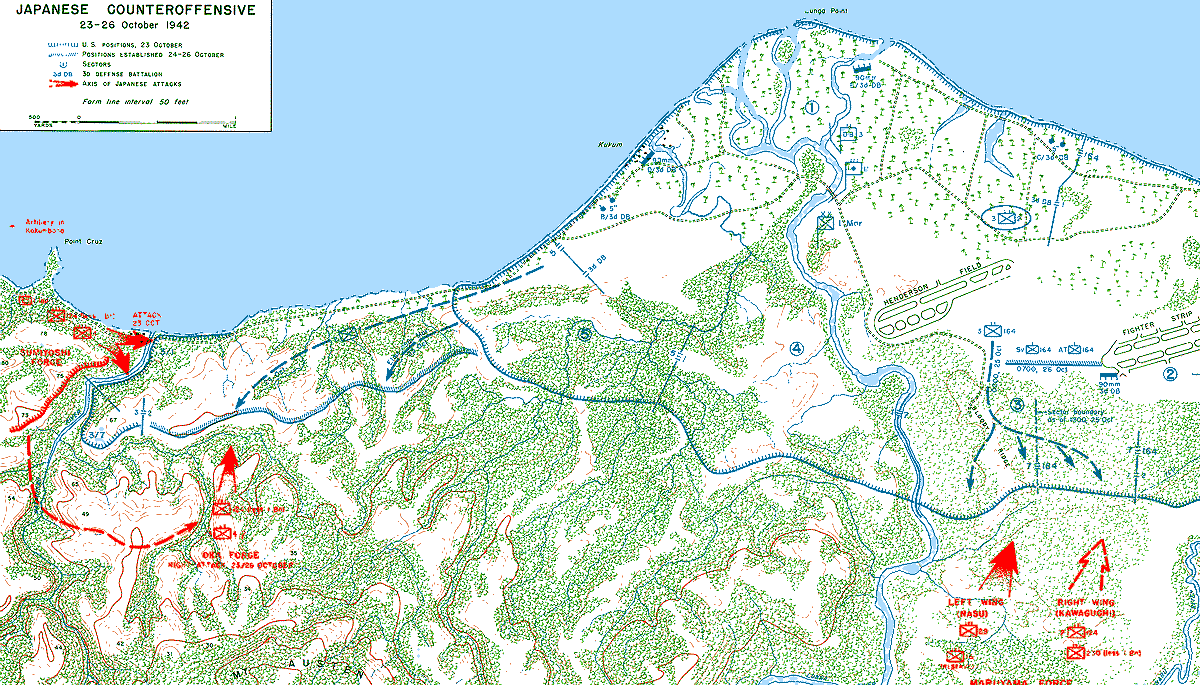
Карта битви 23-26 жовтня. Війська Сумійосі атакували із заходу від Матанікау (зліва), у той час як 2-а дивізія Маруями атакувала периметр Лунга з півдня (праворуч)

З 1 по 17 жовтня японці перекинули 15 000 солдатів на Гуадалканал, збільшивши чисельність контингенту Хякутаке до 20 000, в рамках підготовки наступу на Гендерсон-філд. Після втрати позицій на східному березі Матанікау японці вирішили, що атакувати оборонні позиції США вздовж берега буде складно. Тому Хякутаке вирішив, що головний напрям удару повинен бути південніше від аеродрому Гендерсон-філд. Його 2-а дивізія (підсилена одним полком 38-ї дивізії) під командуванням генерал-лейтенанта Масао Маруями, яка нараховувала 7 000 солдатів в трьох піхотних полках, що в свою чергу складалися з трьох батальйонів кожен, отримала наказ перейти через джунглі та атакувати американські оборонні позиції південніше східного берега річки Лунга. Щоб відволікти увагу американців від запланованої атаки з півдня, важка артилерія Хякутаке та п'ять батальйонів піхоти (близько 2 900 бійців) під командуванням генерал-майора Тадасі Сімійосі повинні були атакувати американські позиції із західної сторони вздовж прибережного коридору.
Сили Сумійосі, що включали два батальйони 4-го піхотного полку під командуванням полковника Номасу Накагуми, почали наступ на позиції американської морської піхоти в гирлі Матанікау ввечері 23 жовтня. Морські піхотинці США за допомогою артилерії та вогнепальної зброї відбили всі атаки атакуючих японських солдатів, зазнавши незначних втрат.
Починаючи з 24 жовтня протягом двох наступних ночей сили Маруями провели численні безрезультатні фронтальні атаки в південній частині периметру Лунга. Більше 1 500 солдатів Маруями загинули під час атак, в той же час американці втратили лише 60 бійців вбитими.
Наступні атаки біля Матанікау силами 124-го піхотного полку Оки 26 жовтня також були відбиті з великими втратами для японців. Тому в 08:00 26 жовтня Хякутаке наказав зупинити всі атаки та відступати. Приблизно половині вцілілих військ Маруями було наказано відійти на захід від району Матанікау, а 230-й піхотний полк під командуванням полковника Тосінарі Сьодзі був відправлений до мису Колі на схід від периметру Лунга. 4-й піхотний полк відступив до позицій на західному березі Матанікау та в районі мису Крус, а 124-й піхотний полк зайняв позиції на схилах гори Остін над долиною Матанікау.

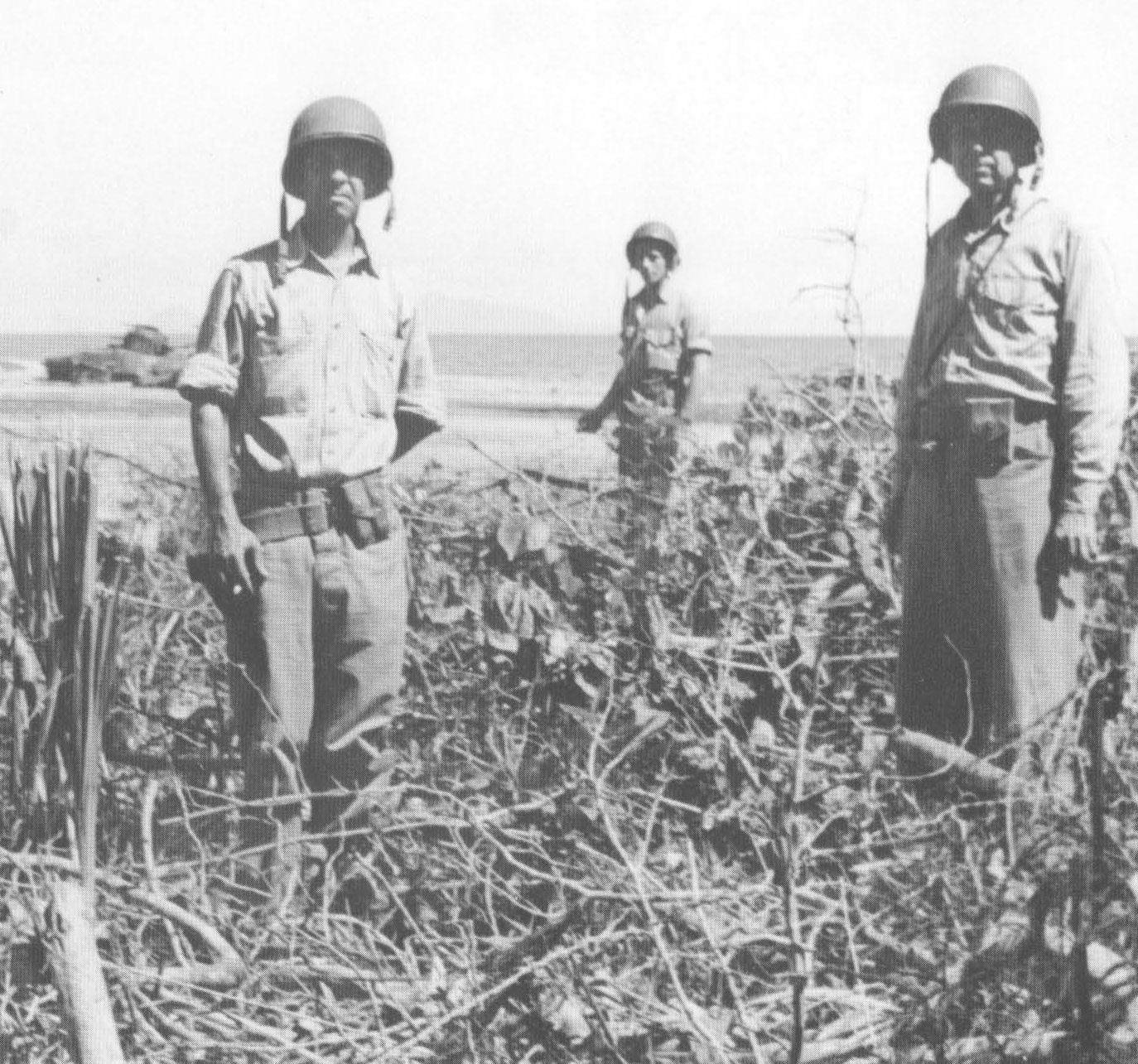
Полковник морської піхоти Меррітт Едсон (зліва), зфотографований недалеко від гирла Матанікау за декілька днів до листопадового наступу

Для того, щоб скористатися результатами перемоги Вандегріфт запланував ще один наступ на захід від Матанікау, який переслідував дві цілі: відкинути японські війська далі радіуса стрільби артилерії від Гендерсон-філд та відрізати солдатам Маруями шлях до поселення Кокумбона, де знаходилася штаб-квартира 17-ї армії. Для наступу Вандегріфт виділив три батальйони 5-го полку морської піхоти під командуванням полковника Меррітта Едсона та підсилений 3-й батальйон 7-го полку морської піхоти (отримав назву Група Велінга) під командуванням полковника Вільяма Велінга. Два батальйони 2-го полку морської піхоти залишалися в резерві. Наступ повинна була підтримувати артилерія 11-го полку морської піхоти та 164-го піхотного полку, авіація ВПС Кактус та артилерійський вогонь кораблів американського флоту. Едсону було доручено тактичне командування операцією.
Район річки Матанікау обороняли японські 4-й і 124-й піхотні полки. 4-й піхотний полк Накагуми обороняв територію в глибину близько 1000 ярдів (914 м) від берега моря, а 124-й піхотний полк Оки захищав простір вздовж річки. Обидва полки, що складалися на папері з шести батальйонів, були сильно послаблені бойовими втратами, тропічними хворобами та недоїданням. Фактично Ока описував свої війська тільки як «пів-сили» .
Для підтримки підрозділів правого крила (отримало назву Підрозділ Сьодзі), яке здійснювало перехід до мису Колі, японці надіслали Токійський експрес, який прибув вночі 2 листопада та висадив 300 свіжих солдатів біля мису Колі. Ці солдати входили в окрему роту 230-го піхотного полку. Вони привезли з собою дві гармати, продовольство та боєприпаси. Американська розвідка перехопила радіо перемовини відносно цієї висадки і командування морської піхоти на Гуадалканалі здійснило спробу перешкодити цій висадці. Оскільки більшість американських підрозділів були відправлені для участі в операції на західному березі Матанікау, Вандегріфт міг виділити лише один батальйон. 2-й батальйон 7-го піхотного полку (2/7) під командуванням підполковника Германа Х. Ханнекена був відправлений на схід від мису Лунга в 06:50 2 листопада та досяг мису Колі після настання темряви в той самий день. Після форсування річки Метапона в її гирлі, Ханнекен розгорнув свої війська вздовж лісу обличчям до моря та став чекати прибуття японських кораблів.

## Хід бою
Рано вранці 3 листопада п'ять японських есмінців прибули на мис Колі та почали вивантаження своїх вантажів та солдатів за 1000 ярдів (914 м) на схід від батальйону Ханнекена. Сили Ханнекена були добре замасковані, вони зробили спробу повідомити в штаб по радіо про японський десант. В темряві, після того як японський патруль виявив морських піхотинців, обидві сторони вступили в бій з мінометним, кулеметним та стрілецьким вогнем. Незабаром японці підготували і відкрили вогонь з двох вивантажених вночі гірських гармат. Ханнекен все ще не міг вийти на зв'язок зі штабом та викликати допомогу, його солдати несли значні втрати, а боєприпаси закінчувалися, тому він вирішив відступити. Батальйон Ханнекена відступив, перейшовши річки Метапону та Налімбіу, на 5 000 ярдів (4 572 м) на захід, де Ханнекен зміг зв'язатися зі своїми командирами в 14:45 та доповісти про ситуацію.

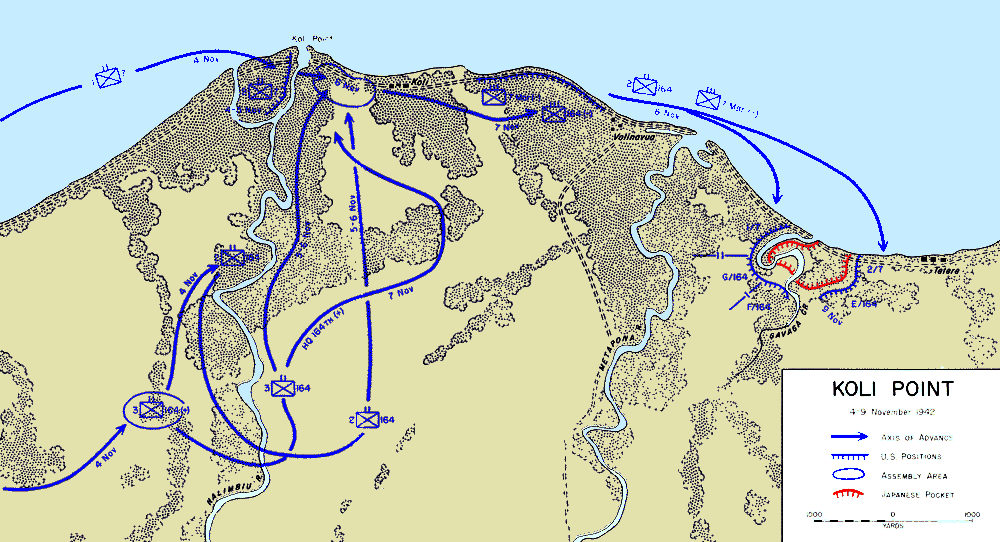
Карта бою біля мису Колі, 4-9 листопада

Крім доповіді Ханнекена про чисельність японських військ біля мису Колі штаб Вандегріфта вже мав захоплені японські документи про план висадки і залишків 38-ї дивізії поблизу мису Колі для атаки оборонного периметру морської піхоти біля мису Лунга зі сходу. Незважаючи на те, що японці вже відмовились від цього плану, Вандегріфт вирішив, що загрозу зі сторони мису Колі необхідно усунути якнайшвидше. Тому він наказав більшій частині підрозділів морської піхоти, які наступали на захід від Матанікау, повернутися до мису Лунга. Батальйон Пуллера (1/7) отримав наказ готуватися до переходу до мису Колі на катерах. 2-й і 3-й батальйони 164-го піхотного полку (2/164 і 3/164) приготувалися до переходу до річки Налімбіу пішки. 3-й батальйон 10-го полку морської піхоти почав перехід з 75-мм гаубицями через річку Ілу для надання необхідної артилерійської підтримки. Бригадний генерал морської піхоти Вільям Рупертус був призначений командуючим операцією.
В той же час, коли американці проводили мобілізацію своїх сил, Сьодзі та його солдати почали прибувати до мису Колі на схід від річки Матапона в бухту Гавага. Пізніше в цей же день 31 літак ВПС «Кактуса» атакував солдатів Сьодзі, в результаті чого близько 100 з них були вбиті або поранені. Деякі з літаків Кактуса помилково атакували солдатів Ханнекена, що призвело до втрати декількох людей вбитими та пораненими серед морських піхотинців.

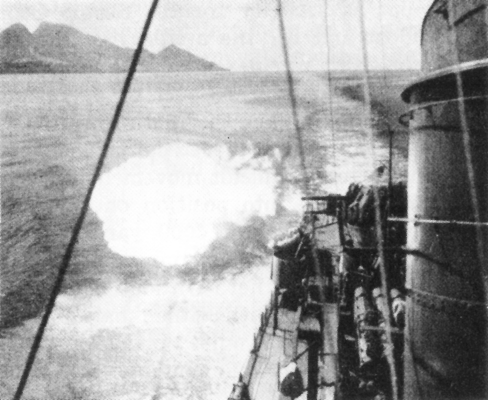
Вогонь ескадренного міноносця США по японським позиціям недалеко від узбережжя Гуадалканалу

Вранці 4 листопада в 06:30 солдати 164-го піхотного полку почали перехід до мису Колі. Приблизно в той же час Рупертус і батальйон Пуллера висадилися біля мису Колі в гирлі річки Налімбіу. Рупертус вирішив почекати армійські підрозділи до початку атаки сил Сьодзі. Через високу температуру, вологість та важко прохідну місцевість солдати 164-го полку не встигали зробити весь перехід довжиною 11 кілометрів до Налімбіу до настання сутінок. В той же час крейсери Флоту США Хелена, Сан-Франциско і есмінець Стеретт провели бомбардування позицій Сьодзі, вбивши багатьох офіцерів та солдатів 9-ї та 10-ї рот 230-го піхотного полку.
Вранці 5 листопада Рупертус наказав солдатам 164-го піхотного полку перейти на східний берег Налімбіу, щоб оточити з флангу будь-які японські війська, з якими міг зустрітися батальйон Пуллера. Два батальйони перейшли річку в 3 500 ярдах (3 200 м) в глибині острова та повернули на північ, щоб продовжити рух по східному березі. Солдати 16-го полку виявили декількох японців, але рухалися дуже повільно по важко прохідній місцевості та зупинилися недалеко від берега на ночівлю. В той же день японські солдати, які висадилися з есмінців 3 листопада, зустріли та приєдналися до підрозділу Сьодзі.
Наступного дня батальйон Пуллера форсував Налімбіу, а солдати 164-го полку відновили рух в напрямку до берега. 7 листопала підрозділи морської піхоти і армії з'єдналися з підрозділами на березі та направилися на схід до точки, яка знаходилась на відстані 1-ї милі (1,6 км) західніше від Метапони, де вони окопалися поблизу берега в зв'язку з інформацією про Токійський експрес, який вирушив на Гуадалканал та міг перевозити підкріплення до мису Колі найближчої ночі. Проте, японці успішно розвантажили підкріплення в іншому місці Гуадалканалу цієї ночі і ці підкріплення не мали відношення до бойових дій біля мису Колі.

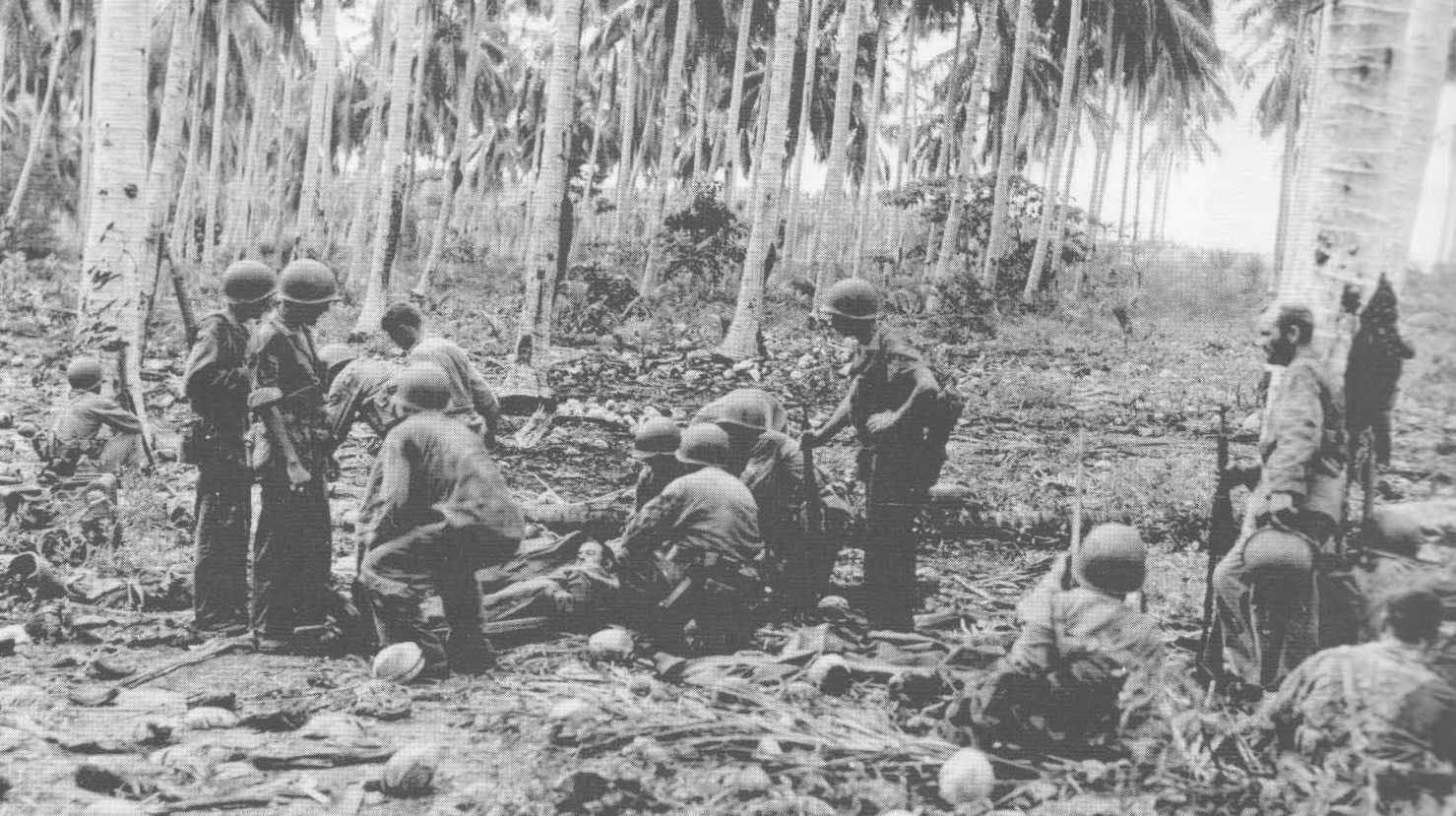
Пораненим американським солдатам надається допомога та готується евакуація під час операції

Тим часом Хякутаке наказав Сьодзі залишити свої позиції біля мису Колі та приєднатися до японських сил поблизу Кокумбони в районі Матанікау. Для прикриття відступу великий загін Сьодзі вирив траншеї та приготувався до оборони позицій біля бухти Гавага поблизу поселення Тетере на відстані близько 1-ї милі (1,6 км) на схід від Метапони. Дві гірські гармати, вивантажені 3 листопада, разом з мінометами підтримували постійний вогонь по наступаючим американцям. 8 листопада батальйони Пуллера та Ханнекена і солдати 164-го піхотного полку зробити спробу оточити солдатів Сьодзі. Вони підійшли до бухти Гавага по суходолу із заходу та висадилися з катерів біля Тетере зі сходу. В денному бою Пуллер декілька разів був поранений та евакуйований. Рупертус, який страждав від тропічної лихоманки, передав командування оперцією бригадному генералові армії США Едмунду Себрі.
9 листопада американські війська продовжили свої спроби оточити війська Сьодзі. На захід від бухти Гавага батальйони 1/7 і 2/164 розширили свої позиції вглиб острову вздовж бухти, а 2/7 і решта солдатів 164-го піхотного полку зайняли позиції зі східної сторони від позицій Сьодзі. Американці почали стискати оточення, піддаючи противника безперервному бомбардуванню артилерією, мінометами та авіацією. Проте, шлях для відступу залишався по болотяній бухті на південь від американських позицій. Його мав перекрити батальйон 2/164. Рухаючись по цьому маршруту, солдати Сьодзі почали виходити з оточення.
Американці закрили шлях до відступу в своїх лініях 11 листопада, але на той час Сьодзі і від 2 000 до 3 000 солдатів відступили на південь в джунглі. 12 листопада війська Себрі повністю зайняли позиції ворога та вбили всіх японських солдатів, що попали в оточення. Американці нарахували 450—475 японських тіл на полі бою та захопили більшу частину важкого озброєння Сьодзі та провізії. Американські втрати в цій операції склали 40 осіб вбитими та 120 пораненими.

## Після бою

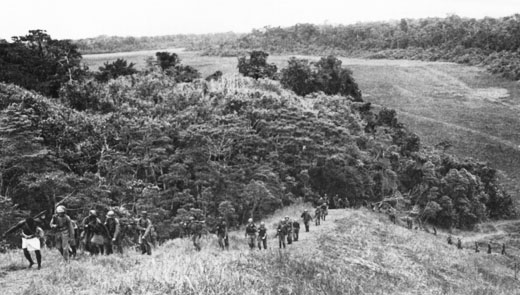
2-й рейдерський батальйон морської піхоти, відомий розвідниками з місцевих жителів, переслідує сили Сьодзі

Війська Сьодзі почали свій перехід до основних сил японських військ на захід від річки Матанікау, а 2-й рейдерський батальйон морської піхоти під командуванням підполковника Еванса Карлсона, який охороняв аеродром, що будувався біля Затоки Еола в 30 милях (48 км) на схід від мису Колі, був відправлений на переслідування японських військ. Протягом наступного місяця за допомогою місцевих провідників рейдери Карлсона постійно атакували частини та окремих солдатів сил Сьодзі, вбивши майже 500 з них. Крім того, нестача їжі та тропічні хвороби звалили багатьох із солдатів Сьодзі. До того моменту, коли японці досягли мису Лунга, що складало приблизно половину шляху до Матанікау, залишилося тільки 1 300 солдатів від головних сил Сьодзі. Через декілька днів, коли Сьодзі підійшов до позицій 17-ї армії західніше річки Матанікау, з ним було лише 700—800 вцілілих солдатів. Солдати, які залишилися в живих, пізніше узяли участь в боях за гору Остін в грудні 1942 року та січні 1943 року.
Говорячи про бої біля мису Колі, американський сержант (пізніше бригадний генерал) Джон Е. Станнард, який служив в 164-му полку, відмічав, що бій біля мису Колі був «найбільш складною суходільною битвою, не враховуючи першої висадки на острів, з тих, які американці проводили на Гуадалканалі до цього часу». Він додавав: "Американці продовжували вчитися наступальним операціям проти японців, які були більш складними і важкими, ніж відбиття «банзай-атак». Американці пізніше відмовились від будівництва аеродрому біля Еоли. Замість цього будівельні підрозділи були перекинуті до мису Колі, де вони почали будівництво допоміжного аеродрому 3 грудня 1942 року.
Наступна велика спроба доставити підкріплення на острів провалилася в ході морської битви за Гуадалканал, що призвело до того, що Сьодзі і його солдати решту кампанії провели в обороні на позиціях західніше Матанікау. Незважаючи на те, що більша частина солдатів Сьодзі змогла піти з мису Колі, японці не змогли відбити Гендерсон-філд та були змушені залишити острів.

### Інтернет-публікації
- Anderson, Charles R. (1993). Guadalcanal. The U.S. Army Campaigns in World War II. United States Army Center of Military History. CMH Pub 72-8. Архів оригіналу за 20 грудня 2007. Процитовано 9 липня 2006.
- Hough, Frank O.; Ludwig, Verle E., and Shaw, Henry I., Jr. Pearl Harbor to Guadalcanal. History of U.S. Marine Corps Operations in World War II. Архів оригіналу за 20 серпня 2011. Процитовано 16 травня 2006.
- Miller, John Jr. (1995) [1949]. Guadalcanal:  The First Offensive. Washington, D.C.: United States Army Center of Military History. CMH Pub 5-3. Архів оригіналу за 25 грудня 2007. Процитовано 4 липня 2006. {{cite book}}: Проігноровано |work= (довідка)
- Shaw, Henry I. (1992). First Offensive:  The Marine Campaign For Guadalcanal. Marines in World War II Commemorative Series. Архів оригіналу за 19 лютого 2012. Процитовано 25 липня 2006.
- Zimmerman, John L. (1949). The Guadalcanal Campaign. Marines in World War II Historical Monograph. Архів оригіналу за 19 лютого 2012. Процитовано 4 липня 2006.